# Michaelus jebus
Michaelus jebus är en fjärilsart som beskrevs av Jean Baptiste Godart 1823. Michaelus jebus ingår i släktet Michaelus och familjen juvelvingar. Inga underarter finns listade i Catalogue of Life.